# Sint-Leocollege (Brugge)

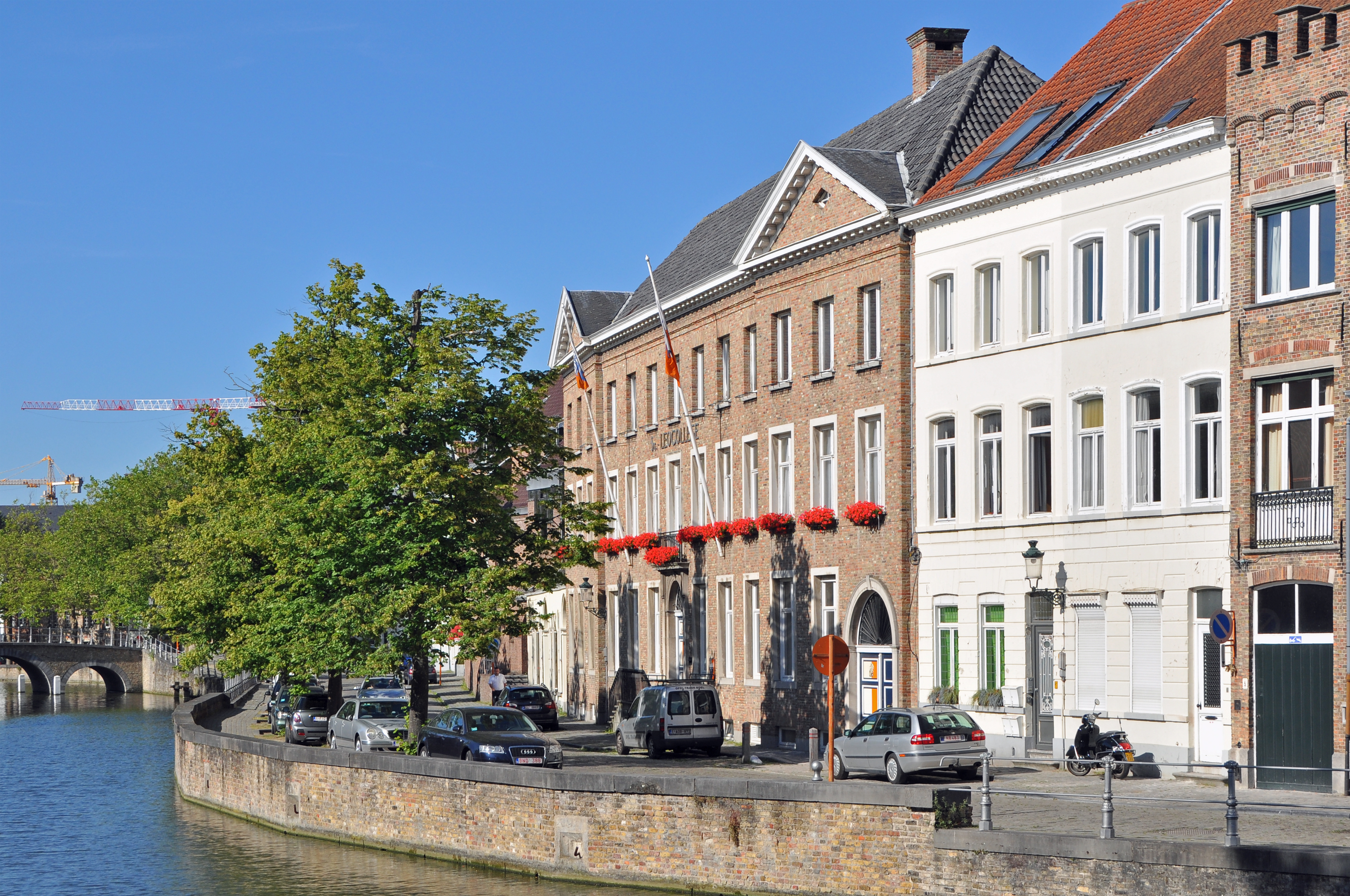
Potterierei

Het Sint-Leocollege is een katholieke school in het centrum van de stad Brugge, die basis- en secundair (aso) onderwijs aanbiedt.

## Geschiedenis
In mei 1890 kon het bisdom Brugge het gebouw van het voormalige Engels Seminarie (op de plek waar vroeger het klooster van de karmelieten stond) langs de Potterierei verwerven, met de bedoeling er een school te huisvesten die een succursale zou worden van het Sint-Lodewijkscollege, dat toen al meer dan vijftig jaar bestond. Was het Sint-Lodewijkscollege een eliteschool voor de Latijns-Griekse oude humaniora, dan moest Sint-Leocollege een 'moderne humaniora' worden, met de nadruk op vooral talen, handel en wiskunde.
Evoluties in het scholenaanbod brachten mee dat vanaf de jaren 1960 ook het Sint-Leocollege een uitgebreider aanbod kon doen, met inbegrip van de Latijns-Griekse humaniora.

## Directeurs
Polydoor Van der Meulen
Priester Polydoor Van der Meulen (1854-1895) werd de eerste directeur van de nieuwe instelling. Toen de school op 22 september 1890 zijn deuren opende, kwamen de 57 ingeschreven leerlingen de banken bezetten. In 1892 waren er al 150 leerlingen.
Seraphijn Dequidt
In 1893 werd Van der Meulen opgevolgd door priester-dichter Seraphijn Dequidt (1858-1911). In 1903-1905 werd een internaat gebouwd, dat in september 1906 zijn poorten opende. Er was ook een grote kapel in neogotische stijl gebouwd, die in 1904 in gebruik werd genomen.
Richard Spillaert
Dequidt werd in 1906 opgevolgd door priester Richard Spilliaert (1874-1951), die de moeilijke oorlogsjaren moest doorkomen, met onder meer de opeising van de collegegebouwen door de bezetter en het onderbrengen van de klassen in verschillende Brugse huizen. In 1920 werd op initiatief van leraar en priester André Lebbe de 'Scoutsharmonie Sint-Leo' opgericht.
Joseph Keukelinck
De volgende directeur was priester Joseph Keukelinck (1882-1951), die al sinds 1906 leraar op het college was. Vanaf 1921 splitste hij de humaniora in een 'wetenschappelijke' en een 'economische' afdeling.
Joseph Verhelst
Priester Joseph Verhelst (1896-1961) werd directeur in 1929. Onder zijn bestuur kende de school een bevolkingsexplosie (van 318 leerlingen in 1929 naar 951 in 1944). Actief bouwen en verbouwen waren er het gevolg van. In 1932 verliet Sint-Leo de naam 'gesticht' om 'college' te worden, en de directeur werd voortaan de 'principaal' genoemd. Het was ook het jaar dat, ingevolge de taalwetten, de volledigheid van de lessen voortaan in het Nederlands werd gegeven. De viering van het vijftigjarig bestaan van de school ging, vanwege de oorlogsomstandigheden, niet door.
Constant Remmerie
Priester Constant Remmerie (1905-1975) volgde Verhelst in 1944 op. In 1950 werd een plechtige jubileumviering gehouden.
Jozef Cordy
In 1953 werd Remmerie opgevolgd door priester Jozef Cordy (1913-1989), die vanaf 1955 ook het Onze-Lieve-Vrouwecollege in Assebroek stichtte en in 1957 'promoveerde' tot principaal van het Sint-Lodewijkscollege.
Christiaan Vanden Bulcke
Priester Christiaan Vanden Bulcke (1921-2017) werd de volgende principaal in 1957. Vanaf 1959 werden aanzienlijke bouwwerken aangevat. In 1961 werd een eerste succursale gesticht in Oostkamp. Het aantal leerlingen klom tot 1319. In 1963 kreeg de school ook een Latijnse afdeling, en kon ze voortaan rivaliseren met de colleges die traditioneel het monopolie van de 'oude humaniora' hadden. In 1964 kwamen er nog twee lagere scholen bij, op Kristus-Koning en Sint-Jozef.
Frans Lateur
In 1967 werd priester Frans Lateur (Heestert, 24 juli 1926 - Oostkamp, 28 mei 2018) tot directeur benoemd. In 1969 begon men te experimenteren met het vernieuwd secundair onderwijs (vso). Directeur Lateur stond zeer sceptisch tegenover deze vernieuwingen die hij pedagogisch niet verantwoord achtte. Hij weigerde, samen met de nabij gelegen meisjesschool Hemelsdaele, om mee te stappen in de overgang van de andere vrije middelbare scholen in Brugge en omliggende naar het vso. Hij werd hierin door de ouders gevolgd, die instinctief in ruime mate het vso afkeurden. Het gevolg was dat Sint-Leo een ware explosie kende aan leerlingen en de reputatie kreeg de toonaangevende school in Brugge te zijn geworden. De school bleef standvastig vasthouden aan het 'traditioneel' onderwijs, door de voorstanders van het vso afgedaan als het 'type II'. De leerlingengroei werd stormachtig.
Vanaf 1971 kwamen de eerste vrouwelijke leerkrachten het lerarenkorps versterken. In 1974 werd op de vijfdagenweek overgeschakeld. Onder het directeurschap van Lateur werd met de aangroei van leerlingen gelijke tred gehouden door aanzienlijke bouwwerken, eerst langs de Elisabeth-Zorghestraat, vervolgens langs de Carmersstraat en ten slotte langs de Potterierei. In 1980 werd de mixiteit jongens-meisjes ingevoerd.
Jan Tilleman
De laatste priester-directeur Jan Tilleman (° 1948), nam de leiding in 1987. Hij zou het einde van de strijd tussen Type I- en Type II-onderwijs meemaken, die in grote mate uitdraaide op een overwinning voor het traditioneel onderwijs en voor Sint-Leo. De terugkeer van de andere onderwijsinstellingen in de regio tot een 'eenheidstype' consolideerde de aanhoudende groei van Sint-Leo. De school bleef maximaal aan het vertrouwde traditionele lessentype houden. Het samenwerkingsverband met de meisjesschool Hemelsdaele handhaafde zich, ook nadat beide instellingen waren overgeschakeld op gemengd onderwijs.
Vanaf 1998 werd een lekendirecteur aangesteld. Achtereenvolgens:
- José Lecompte,
- Joris Soenens,
- Koen Declerck,
- Katelijn Werbrouck en Pascal Craeye,
- Bruno Overbergh en Pascal Craeye.

Het college kende nog een kleine groei om zich vervolgens op eenzelfde peil te stabiliseren.

## Lagere school
De lagere school van het Sint-Leocollege kende als 'schoolhoofden' of directeurs opeenvolgend:
- Emile Sap
- Maurice Maeyaert
- Romain Plasman
- Robert Deslypere
- Adelson Depoortere
- Hugo Ameel
- Patrick Lagrou
- Myriam Vercruysse.

Sommigen onder hen speelden zowel binnen het college als in het Brugse sociale leven een opmerkelijke rol.

## Fusie
In januari 2015 besliste de inrichtende macht om het Sint-Leocollege en Hemelsdaele vanaf 1 september 2015 een fusie aan te laten gaan onder de naam "Sint-Leo Hemelsdaele". Het uniform werd niet ingevoerd.
De middelbare afdeling bevolkt volledig de lokalen van het Sint-Leocollege, tussen Potterierei, Carmersstraat en Elisabeth Zorghestraat. De gebouwen van Hemelsdaele, tussen Sint-Jansstraat, Wapenmakersstraat en Sint-Walburgastraat, herbergt de basisschool. De internaten bleven gedeeltelijk behouden.
In 2023 besliste de inrichtende macht te fusioneren met het schoolbestuur rond onder meer het VTI Brugge. De school gaat sindsdien door het leven als "Sint-Leo secundaire school" en bestaat uit een eerstegraadsschool en de bovenbouw.

## Bekende oud-leerlingen
- Pablo Annys, politicus
- Pieter Aspe, auteur
- Maurits Balfoort, acteur en regisseur
- Willy Canfyn, ingenieur Groep Planning
- Urbain Claeys (Brugge, 24 juni 1938 - Antwerpen, 2 februari 2017), administrateur-generaal van het Vlaams Commissariaat-generaal voor Toerisme
- Daniël Coens, minister van Onderwijs
- Dirk De fauw, burgemeester van Brugge
- Thierry Debels, auteur
- Albert Deboutte, bankier
- Urbain De Cuyper, burgemeester van Beernem en Oedelem
- Guido Depraetere, tv-producer
- Albert Descamps, laatste rector magnificus KU Leuven, bisschop van Doornik
- Alexis Deswaef, advocaat en mensenrechtenactivist
- Tuur Dierckx, voetballer bij Club Brugge
- Karel Dobbelaere, hoogleraar KU Leuven
- Fernand Gillemon, directeur generaal La Brugeoise
- Etienne Hurtecant, secretaris-generaal Sociale en Economische Raad van Vlaanderen (SERV)
- Pierre Kerckaert, directeur-generaal Haven Brugge-Zeebrugge
- Boudewijn Laloo, schepen van de stad Brugge
- Gunter Lamoot, stand-upcomedian
- Paul Lateur, zoon van Stijn Streuvels
- Roger Legroe, hoofdman Kamer van Retorica, schepen van Sint-Michiels bij Brugge
- Jacques Logghe, directeur Interbrugse Maatschappij voor Sociale Huisvesting
- Nicolas Lombaerts, profvoetballer en international
- Bart Moeyaert, auteur
- Hubert Morbée, laureaat retorica 1918, ongeschoeide karmeliet
- Maurits Raes, schepen van Dudzele en van Brugge
- Fernand Tamsin, gemeenteraadslid, organisator, entertainer
- Xavier Taveirne, VRT-journalist
- Thomas Tousseyn, hoogleraar KU Leuven, voorzitter Cercle Brugge
- Jean-Pierre Vanden Berghe, schepen van de stad Brugge
- Carlos Van Rafelghem, voorzitter SABENA
- Julien Verhaeghe, hoogleraar kernfysica Universiteit Gent
- Willy Verriest, Belgisch ambassadeur
- Geert Vertongen, gemeenteraadslid Diepenbeek, woordvoerder Sabena-piloten